# 覃春辉
覃春辉（1986年—），广东连山人，壮族，中华人民共和国政治人物、第十二届全国人民代表大会广东地区代表。
毕业于连山民族中学。2013年，担任全国人大代表。